# Carreró de les Bruixes (Cervera)
El Carreró de les Bruixes és un carrer de Cervera (la Segarra) protegit com a Bé Cultural d'Interès Local.

## Descripció
Carrer paral·lel, al costat llevant, del carrer Major, entre la plaça Major i el carrer Sant Bernat. Força estret, poc lluminós i amb un traçat allargassat. Compta amb sòlids murs interiors amb acabats irregulars on es combina trams arrebossats i altres amb el parament a la vista. En destaquen els passos coberts que comuniquen les edificacions del carrer Major amb els horts, corrals o coberts. Alguns són amb voltes de pedra de canó seguit rebaixat, altres amb forjat de bigues de fusta i revoltons de guix. En l'estructura urbana de la vila del segle xii aquest carreró quedava clos per un mur de paret de pedra o tàpia on s'hi recolzaven les voltes dels passos elevats que creuaven el carrer.

## Història
Carrer molt proper o, fins i tot, inclòs dins del call jussà, un dels dos barris jueus de la Cervera d'època medieval, aleshores situat extramurs de la vila closa. Tanmateix, se'l coneixia com a camí de ronda i, amb el temps, passaria a ser un carreró de servei de les cases del carrer Major, que a més, s'estenien fins a arribar a zones d'horta. Posteriorment, i a fi i efecte de salvar la separació produïda per aquella via, es va cobrir en alguns trams mitjançant la prolongació de les edificacions d'habitatges, facilitant l'accés als espais de conreu. Amb el temps, va perdre la funció de carreró de servei i pràcticament quedà en desús. L'any 1978 però, l'Assemblea de Joves de Cervera va impulsar la creació de la festa de L'Aquelarre i van escollir aquest carrer com a emplaçament de l'acte. D'aquesta manera, l'aleshores conegut com a carrer de Sant Bernat -per la prolongació fins a l'homònim-, passaria a anomenar-se carreró de les Bruixes. Amb aquest canvi d'ús, el carrer passà a tenir millors condicions de salubritat, que havia anat perdent, i fou decorat amb un total de 13 figures basades en simbologia característica de la festa i elaborades per artistes cerverins. Amb la creixent afluència de públic, als anys noranta, es canvià l'emplaçament a favor de la Plaça Major. Des d'aleshores, s'ha renovat el carrer i segueix formant part d'un dels indrets de la celebració.